# 뿔이끼과
뿔이끼과(Anthocerotaceae)는 뿔이끼목(Anthocerotales)에 속하는 유일한 뿔이끼류 과이다.